# Athanase Dupré

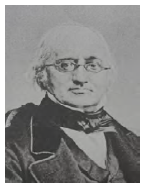
Athanase Dupré

Athanase Louis Victoire Dupré (* 28. Dezember 1808; † 10. August 1869) war französischer Mathematiker und Physiker.

## Leben
Dupré erhielt seine Ausbildung am Collège in Auxerre und der École normale supérieure in Paris und unterrichtete dann bis 1847 am Collège Royal in Rennes. In diesem Jahr wurde er zum Lehrstuhlinhaber für Mathematik an die Universität Rennes berufen und 1866 wurde er dort Dekan der Faculté des Sciences.
Er beschäftigte sich mit Zahlentheorie und in den 1860er Jahren mit Thermodynamik; von ihm stammt das Lehrbuch Théorie mécanique de la chaleur (1869), das wesentlich zur Verbreitung dieses damals neuen Wissensgebiets in Frankreich beitrug. Zusammen mit seinem experimentell arbeitenden Sohn Paul Dupré untersuchte er die Kapillarkräfte und die Oberflächenspannung von Flüssigkeiten. Diese Arbeiten führten auch zu einer Formulierung der Youngschen Gleichung, die noch heute als Young-Dupré-Gleichung bekannt ist.
1863 wurde er Mitglied der Ehrenlegion (Ritter).